# 本庄家房
本庄 家房（ほんじょう いえふさ、生没年不詳）は、鎌倉時代前期の武蔵国児玉党の武将。通称は『庄氏系図』によれば、七左衛門、官位は『武蔵七党系図』によれば、左衛門尉とある。
本庄七左衛門家房は、『武蔵七党系図』を初め、複数の系図にその名が確認でき、本庄時家の子息の一人（嫡男）と見られる。系図上では時家系本庄氏の2代目に当たり、仮定として、宗家を継いでいたのなら、児玉党の本宗家9代目である。但し、父と違い、『吾妻鏡』などの軍記物には一切記述がなく、地元にも家房に関する伝承はない為、功績については不明であり、系図以外に特に資料がない事から、実在性を証明する事も否定をする事も難しい人物である。
出生地については、児玉郡の北堀村（現埼玉県本庄市北堀）が有力だが、栗崎村の可能性もある。子息（次代）は本庄泰房（太郎）と本庄家信（四郎）と系図にはある（別系図には家信ではない人物の名が記されている場合も見られる）。孫の本庄国房を記した古文書から筑前国小中庄の地頭であった可能性がある（系図に記述されていない兄がいたとすれば、断定はできない）。父時家は馬盗人として武家社会で有名になってしまった為、たとえ党本宗家であったとしても、児玉党内での信頼は高いものではなかったと考えられる。加えて、それまで直系の嫡男が本宗家を継いできたが、紆余曲折もあって、四男の時家が結果的に継いでしまった。その為、今まで以上に党内での反発もあったものと考えられる。
父時家の活動時期から考察して、没年は13世紀末と考えられる。